# Microeca
Microeca és un gènere d'ocells de la família dels petròicids (Petroicidae).

## Taxonomia
Segons la Classificació del Congrés Ornitològic Internacional (versió 11,1, 2021) aquest gènere està format per tres espècies:
- Microeca fascinans - petroica fascinant.
- Microeca flavigaster - petroica citrina.
- Microeca hemixantha - petroica de les Tanimbar.